# Stranger Things (1. řada)
První řada amerického hororového seriálu Stranger Things byla vydána na streamovací platformě Netflix dne 15. července 2016. Výkonnými producenty řady jsou tvůrci seriálu bratři Dufferovi, Shawn Levy a Dan Cohen.
Hlavní role ztvárnili Winona Ryder, David Harbour, Millie Bobby Brownová, Finn Wolfhard, Gaten Matarazzo, Caleb McLaughlin, Natalia Dyer, Charlie Heaton, Cara Buono a Matthew Modine, přičemž Noah Schnapp, Joe Keery a Shannon Purser účinkují ve vedlejších rolích. První řada získala ohlas kritiků, kteří vyzdvihovali především originalitu, poctu 80. létům, charakterizaci, tón, vizuální stránku a herecké výkony (především Ryder, Harboura, Wolfharda, Brownové a Modinea).

## Děj
Děj začíná dne 6. listopadu 1983 v malém městě jménem Hawkins. Vědci z Hawkinské národní laboratoře otevírají trhlinu v alternativní dimenzi „Vzhůru nohama“, která odráží skutečný svět. V listopadu 1983 do světa z této dimenze pronikl dravý humanoidní tvor Demogorgon a unesl chlapce jménem Will Byers a dospívající dívku jménem Barbara Hollandová. Willova zoufalá matka Joyce a velitel městské policie Jim Hopper po Willovi pátrají. Ve stejnou dobu z laboratoře uteče mladá Jedenáctka, která má telekinetické a telepatické schopnosti, a pomáhá Willovým přátelům, Mikeu Wheelerovi, Dustinu Hendersonovi a Lucasi Sinclairovi, v jejich úsilí najít Willa.

## Obsazení

### Hlavní role
- Winona Ryder jako Joyce Byersová[1]
- David Harbour jako Jim Hopper[1]
- Finn Wolfhard jako Mike Wheeler[2]
- Millie Bobby Brownová[2] jako Jedenáctka
- Gaten Matarazzo jako Dustin Henderson[2]
- Caleb McLaughlin jako Lucas Sinclair[2]
- Natalia Dyer jako Nancy Wheelerová[2]
- Charlie Heaton jako Jonathan Byers[2]
- Cara Buono jako Karen Wheelerová[3]
- Matthew Modine jako Martin Brenner[4]

### Vedlejší role
- Noah Schnapp jako Will Byers
- Joe Keery jako Steve Harrington[5][6]
- Shannon Purser jako Barbara „Barb“ Hollandová[7]
- Joe Chrest jako Ted Wheeler
- Ross Partridge jako Lonnie Byers[8]
- Rob Morgan jako strážník Powell
- John Paul Reynolds jako strážník Callahan
- Randy Havens jako Scott Clarke
- Catherine Dyer jako Connie Frazier
- Aimee Mullinsová jako Terry Ivesová[9]
- Amy Seimetz jako Becky Ivesová
- Peyton Wich jako Troy
- Tony Vaughn jako ředitel Coleman
- Charles Lawlor jako Mr. Melvald
- Tinsley a Anniston Price jako Holly Wheelerová
- Cade Jones jako James
- Chester Rushing jako Tommy H.
- Chelsea Talmadge jako Carol
- Glennellen Anderson jako Nicole
- Cynthia Barrett jako Marsha Hollandová
- Jerri Tubbs jako Diane Hopperová
- Elle Graham jako Sara Hopperová
- Chris Sullivan jako Benny Hammond
- Tobias Jelinek jako hlavní agent
- Robert Walker-Branchaud jako agent v utajení
- Susan Shalhoub Larkin jako Florence

## Seznam dílů
| Č. v seriálu | Č. v řadě | Původní název                            | Český název                           | Režie            | Scénář                                        | Premiéra na Netflixu |
| ------------ | --------- | ---------------------------------------- | ------------------------------------- | ---------------- | --------------------------------------------- | -------------------- |
| 1            | 1         | Chapter One: The Vanishing of Will Byers | Kapitola první: Zmizení Willa Byerse  | bratři Dufferovi | bratři Dufferovi                              | 15. července 2016    |
| 2            | 2         | Chapter Two: The Weirdo on Maple Street  | Kapitola druhá: Pošuk na Maple Street | bratři Dufferovi | bratři Dufferovi                              | 15. července 2016    |
| 3            | 3         | Chapter Three: Holly, Jolly              | Kapitola třetí: Šťastné a veselé      | Shawn Levy       | Jessica Mecklenburg                           | 15. července 2016    |
| 4            | 4         | Chapter Four: The Body                   | Kapitola čtvrtá: Tělo                 | Shawn Levy       | Justin Doble                                  | 15. července 2016    |
| 5            | 5         | Chapter Five: The Flea and the Acrobat   | Kapitola pátá: Blecha a akrobat       | bratři Dufferovi | Alison Tatlock                                | 15. července 2016    |
| 6            | 6         | Chapter Six: The Monster                 | Kapitola šestá: Příšera               | bratři Dufferovi | Jessie Nickson-Lopez                          | 15. července 2016    |
| 7            | 7         | Chapter Seven: The Bathtub               | Kapitola sedmá: Vana                  | bratři Dufferovi | Justin Doble                                  | 15. července 2016    |
| 8            | 8         | Chapter Eight: The Upside Down           | Kapitola osmá: Vzhůru nohama          | bratři Dufferovi | námět: Paul Dichtert scénář: bratři Dufferovi | 15. července 2016    |

## Produkce

### Vývoj
Stranger Things vytvořili Matt a Ross Dufferovi, známí profesionálně jako bratři Dufferovi. Dvojice produkovala a napsala scénář ke svému filmu Hidden z roku 2015, ve kterém se pokusili napodobit styl M. Nighta Shyamalana. Kvůli změnám u distributora filmu Warner Bros., se však film nedočkal širokého vydání a Dufferovi si nebyli jistí svou budoucností. K jejich překvapení je oslovil televizní producent Donald De Line, který byl ohromen scénářem k jejich filmu Hidden, a nabídl jim práci na epizodách seriálu Městečko Pines se Shyamalanem. Dufferovi byli během natáčení epizody mentorováni Shyamalanem, takže když skončili, cítili, že jsou připraveni produkovat svůj vlastní televizní seriál.
Dufferovi napsali scénář podobný případné pilotní epizodě seriálu, spolu s 20stránkovou knihou, která má pomoci ke koupi seriálu nějakou společností. Příběh předložili asi mnoho kabelovým televizním společnostem,  příčemž všechny namítly, že zápletka s dětmi jako hlavními postavami nebude fungovat, a požádaly bratry, aby z toho udělali seriál pro děti nebo upustili od dětí v hlavní roli a zaměřili se na Hopperovo vyšetřování paranormálních aktivit. Na začátku roku 2015 Dan Cohen, viceprezident společnosti 21 Laps Entertainment, ukázal scénář svému kolegovi Shawnu Levymu. Následně pozvali bratry Dufferovy do své kanceláře a zakoupili práva na seriál, čímž dali bratrům plné autorství. Po přečtení scénáře pilotního dílu zakoupila streamovací platforma Netflix celou řadu za nezveřejněnou částku a v dubnu téhož roku byla oznámena premiéra seriálu na rok 2016. Dufferovi uvedli, že v době, kdy se rozhodli pro Netflix, byla již společnost uznávána za své původní pořady jako Dům z karet a Holky za mřížemi, za nimiž stáli dobře známí producenti, a byli připraveni začít dávat nadcházejícím producentům, jako jsou oni, šanci. Dufferovi zahájili psaní scénáře k seriálu a přivedli Cohena a Levyho jako výkonné producenty, aby mohli začít s castingem a natáčením.
Seriál byl původně známý jako Montauk, neboť se děj seriálu odehrával v Montauku a nedalekých lokalitách na Long Islandu. Dufferovi si vybrali Montauk, protože měl vazby na Spielbergův film Čelisti, kde byl Montauk použit pro fiktivní prostředí ostrova Amity. Poté, co se rozhodli změnit příběh seriálu tak, aby se místo toho odehrával ve fiktivním městě Hawkins, měli bratři pocit, že nyní mohou s městem dělat různé věci (jako ho umístit do karantény), které si nedokázali ve skutečnosti představit. Se změnou místa museli vymyslet nový název pro seriál v režii Teda Sarandose z Netflixu, aby mohli začít s propagací. Dufferovi začali tím, že použili kopii románu Žhářka od Stephena Kinga, aby zvážili písmo a vzhled názvu a přišli s dlouhým seznamem potenciálních alternativ. Název Stranger Things vznikl, protože zněl podobně jako další Kingův román, Nezbytné věci (v anglickém originále Needful Things), i když Matt poznamenal, že kvůli tomuto konečnému názvu stále vedli „spoustu vášnivých hádek“-

### Psaní scénáře
Myšlenka Stranger Things začala tím, že se bratři domnívali, že se mohli inspirovat konceptem filmu Zmizení z roku 2013, který podrobně popisuje morální boje, kterými otec prochází, když je jeho dcera unesena, a adaptují jej do více než osm hodin ve formě televizního seriálu. Když se zaměřili aspekt ztraceného dítěte, chtěli představit myšlenku „dětské citlivosti“, kterou by mohli nabídnout, a pohrávali si s myšlenkou monstra, které by mohlo konzumovat lidi. Bratři si mysleli, že kombinace těchto věcí „byla ta nejlepší věc vůbec“. Aby uvedli toto monstrum do příběhu, zvážili „bizarní experimenty, o kterých jsme četli, že se odehrávají v průběhu studené války“, jako je projekt MKUltra, který umožnil uzemnit existenci monstra spíše ve vědě než v něčem duchovním. To jim také pomohlo rozhodnout se, že děj zasadí do roku 1983, protože to se jedná o rok předtím, než vyšel film Rudý úsvit, který se zaměřil na paranoiu studené války. Následně mohli použít všechny své vlastní osobní inspirace z 80. let, neboť se v této dekádě oba narodili, jako prvky seriálu a vytvářeli ho v oblasti sci-fi a hororu. Bratři Dufferovi uvedli, že ne seriál měly vliv (mimo jiné): romány Stephena Kinga; filmy z produkce Stevena Spielberga, Johna Carpentera, Wese Cravena, Roberta Zemeckise, George Lucase a Guillerma del Tora; filmy jako Vetřelec a Stůj při mně; japonské anime jako Akira a Elfen Lied; a videohry jako Silent Hill a The Last of Us.
S Netflixem jako platformou nebyli bratři Dufferovi omezeni na typický formát 22 dílů v jedné řadě, ale zvolili osm epizod. Měli obavy, že 22dílná řada v kabelové televizi bude při takovém množství epizod obtížně „vyprávět filmový příběh“. Osm epizod jim umožnilo kromě vývoje příběhu věnovat čas i charakterizaci; kdyby měli k dispozici méně času, museli by začít s vyprávěním hororového filmu, jakmile bylo monstrum představeno, a upustit tak od charakterizace postav. V osmi epizodách bylo cílem bratrů, aby první řada „vypadala jako velký film“ se všemi hlavními dějovými liniemi dokončenými tak, aby se „diváci cítili spokojeni“, ale ponechali toho dost nevyřešeného, aby naznačili, že „existuje větší mytologie a na konci spousta visících vláken“, něco, co by se dalo prozkoumat v dalších řadách, kdyby se Netflix rozhodl pro jejich výrobu.
Pokud jde o psaní dětských postav seriálu, bratři Dufferovi se na střední škole považovali za vyvržence na rozdíl od ostatních studentů, a proto bylo snadné psát scénář pro Mikea a jeho přátele, a zejména pro Barb. Joyce byla vytvořena podle postavy Roye Nearyho z filmu Blízká setkání třetího druhu, kterého ztvárnil Richard Dreyfuss, protože se všem ostatním jeví jako „naprosto šílená“, když se snaží najít svého syna Willa. Jiné postavy, jako například Billy ve druhé řadě, mají více darebných vlastností, které nejsou nutně zřejmé od začátku; Matt vysvětlil, že pro tyto postavy čerpali další inspiraci od Stephena Kinga, protože King „má vždycky opravdu velké lidské padouchy“, kteří mohou být zlomyslnější než nadpřirozené zlo.

### Casting

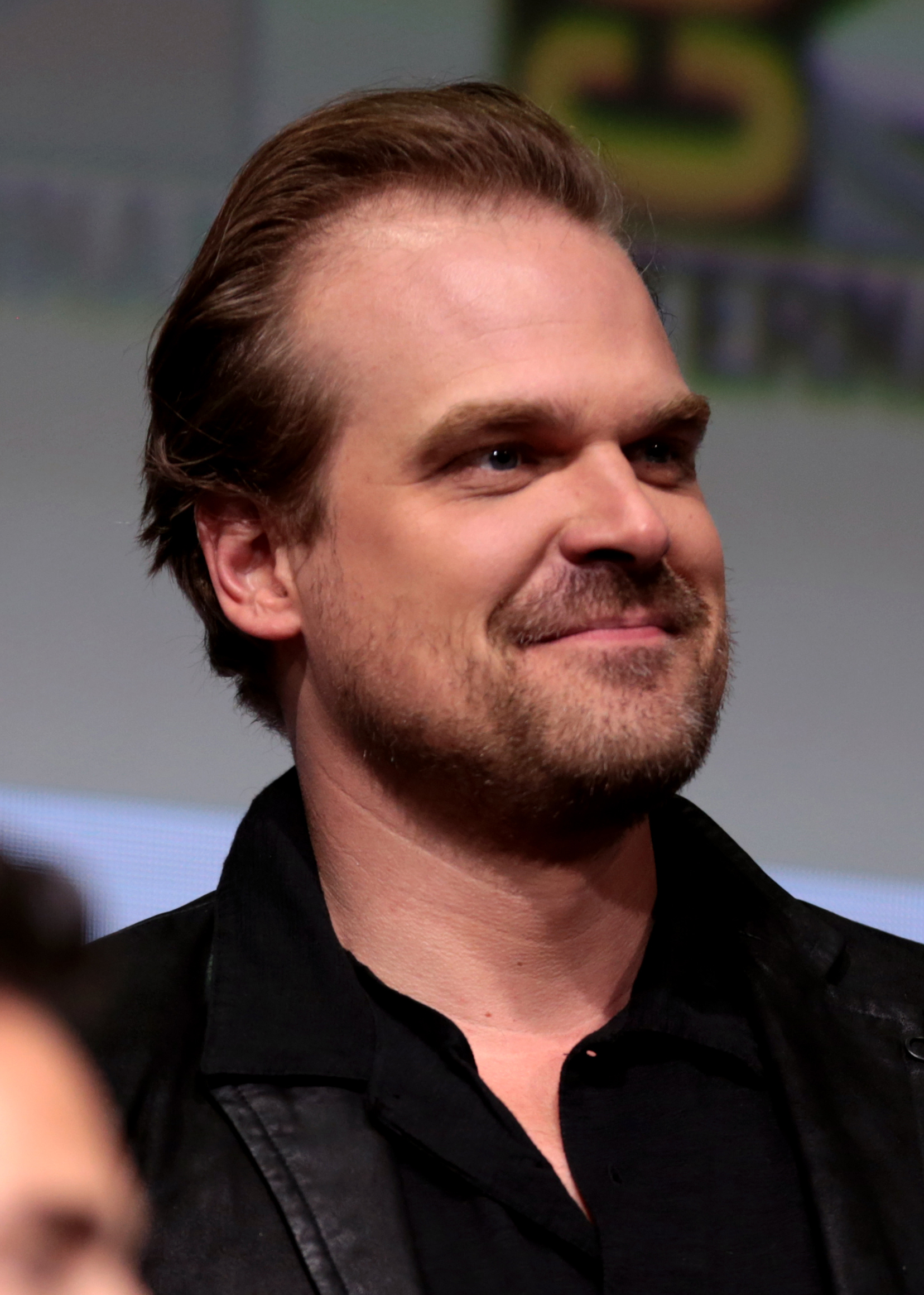
Bratři Dufferovi obsadili Davida Harboura do role Hoppera a věřili, že to je jeho příležitost pro ztvárnění hlavní postavy

V červnu 2015 bylo oznámeno, že se k seriálu připojili Winona Ryder a David Harbour jako Joyce a nejmenovaný policejní šéf. Castingová režisérka navrhla Ryder pro roli Joyce, což ihned tvůrce zaujalo z důvodu jejího účinkování ve filmech z 80. let. Levy věřil, že Ryder by mohla „zničit emocionální naléhavost, a přesto najít různé stránky [Joyce]“. Ryder chválila, že četné dějové linie seriálu vyžadovaly, aby v roli Joyce jednala, jako by „se zbláznila, ale ve skutečnosti na něco přichází“, a že producenti věřili, že by mohla zvládnout obtížnou roli. O Harboura, který až do svého působení ve Stranger Things ztvárňoval především záporné postavy v menších rolích, se bratři Dufferovi zajímali již dříve a měli pocit, že na příležitost ztvárnění hlavní postavy „čekal příliš dlouho“, zatímco sám Harbour byl nadšený ze scénáře a možnosti zahrát si „zlomenou, vadnou, antihrdinskou postavu“.
Další herci byli ohlášeni za dva měsíce –⁠ Finn Wolfhard jako Mike, Millie Bobby Brownová v nezveřejněné roli, Gaten Matarazzo jako Dustin, Caleb McLaughlin jako Lucas, Natalia Dyer jako Nancy a Charlie Heaton jako Jonathan. V září 2015 se k obsazení připojila Cara Buono jako Karen, o měsíc později ji následoval Matthew Modine jako Martin Brenner. Mezi dalšími herci se do vedlejších rolí připojili Noah Schnapp jako Will, Shannon Purser jako Barbara „Barb“ Hollandová, Joe Keery jako Steve Harrington a Ross Partridge jako Lonnie.
Herci, kteří se ucházeli o dětské role, četli úseky z filmu Stůj při mně. Bratři Dufferovi odhadli, že pro tyto role prošli asi tisícovkou různých dětských herců. Poznamenali, že Wolfhard byl fanouškem filmů z období 80. let a do role byl snadno obsazen, zatímco konkurz Matarazza shledali mnohem autentičtější než většinu ostatních konkurzních pásek a vybrali jej po jediném zhlédnutí. Vzhledem k tomu, že casting začal ihned poté, co Netflix schválil produkci seriálu, a před úplným dokončením scénářů, umožnilo to, aby se do scénáře promítl pohled herců na jejich role. Obsazení mladých herců do rolí Willa a jeho přátel bylo provedeno těsně po dokončení prvního scénáře a do dalších scénářů byly začleněny aspekty těchto herců. Bratři Dufferovi řekli, že Modine provedl významný dodatek k postavě Dr. Brennera, kterou předtím ve skutečnosti nezkompletovali, protože ho považovali za postavu, ke které je nejtěžší napsat scénář, vzhledem k jeho omezenému výskytu v příběhu.